# Guido Canella
Guido Canella (Bucarest, 19 gennaio 1931 – Milano, 2 settembre 2009) è stato un architetto italiano.
È stato uno dei protagonisti più importanti ed originali dell'architettura italiana del dopoguerra. Docente presso la Facoltà di architettura civile del Politecnico di Milano, è stato direttore delle riviste Hinterland (34 numeri dal 1977 al 1985) e Zodiac (21 numeri dal 1989 al 1999). Nominato Professore Emerito al termine della sua carriera universitaria nel 2006, nel biennio 2007-2008 è stato presidente dell'Accademia Nazionale di San Luca.

## Principali realizzazioni

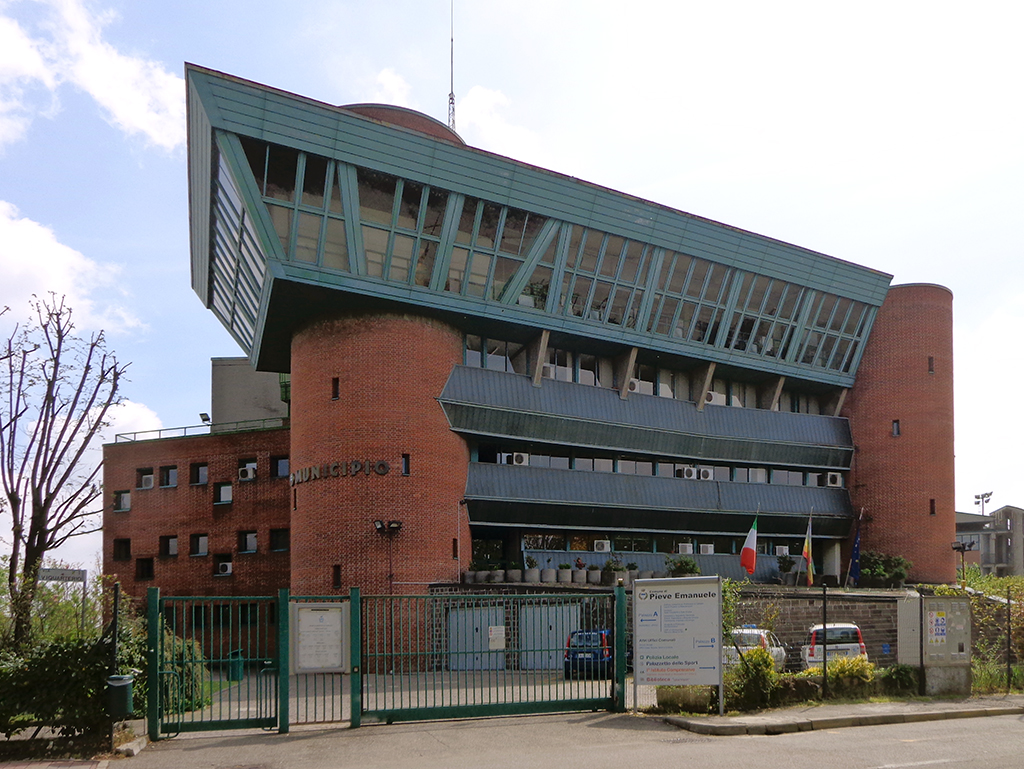
Centro civico di Pieve Emanuele

- Centro civico di Segrate (1963-1966)
- Centro servizi (scuole e attività commerciali) nel Villaggio INCIS a Pieve Emanuele (1968-1982)
- Centro civico (municipio, scuola media e campo sportivo) di Pieve Emanuele (1971-1978)
- Scuola materna con asilo nido a Zerbo d'Opera (1972-1975)
- Asilo nido alla Gennara, Abbiategrasso (1972-1979)
- Progetto di concorso per Università di Calabria, Montalto Uffugo (Cosenza) (1973)
- Progetto di concorso per Uffici regionali, Trieste (1974)
- Prototipi didattici per la ri-articolazione dipartimentale della scuola secondaria superiore e del Politecnico, Milano (1975)
- Istituto tecnico agrario nel Villaggio Mirasole a Noverasco d'Opera (1974-1976)
- Case popolari IACP in via Turati a Bollate (1974-1978)
- Ristrutturazione del palazzo di Giustizia, Ancona (1975-1989)
- Scuola secondaria Leonardo da Vinci a Cesano Boscone (1975)
- Municipio di Pioltello (1976)

- Uffici Giudiziari, Finanziari e Comunali a Legnano (1982-1991)
- Quartiere residenziale IACP e servizi (chiesa, auditorium e servizi socio-sanitari) a Peschiera Borromeo (1983)
- Centro servizi e piazza Monte d'Ago 2, Passo Varano di Ancona (1984)
- Istituto tecnico G. Bodoni a Parma (1985-2001)
- Edificio per uffici in via Fortezza a Milano (1985-1991)
- Concorso per la progettazione dell'area Garibaldi-Repubblica, Milano (1991)
- Hotel Inter-Continental Asmara ad Asmara, Eritrea (1996)
- Municipio di Gorgonzola (2003)